# Jules White
Jules White (Geburtsname: Julius Weiss; * 17. September 1900 in Budapest; † 30. April 1985 in Van Nuys, Los Angeles, Kalifornien) war ein aus Ungarn stammender US-amerikanischer Filmproduzent, Filmregisseur, Drehbuchautor und Filmschauspieler.

## Biografie
White stammte aus einer ungarischen Familie, die nach der Einwanderung in die Vereinigten Staaten in der Filmwirtschaft Hollywoods tätig wurde. Er war nicht nur der jüngere Bruder des Filmregisseurs Jack White, Schwager der Schauspielerin Pauline Starke und ältere Bruder des Regisseurs Sam White, sondern auch Vater des Filmeditors Harold White.
Im Laufe seiner eigenen Karriere in der Filmwirtschaft war er nicht nur Produzent von fast 370 Comedy-Kurzfilmen, sondern führte dabei auch noch in zahlreichen dieser Filme Regie wie erstmals 1924 bei Goat Getters. 1931 war er als Ko-Regisseur an Buster hat nichts zu lachen beteiligt. Daneben schrieb er für einige dieser Filme auch das Drehbuch und trat auch als Schauspieler oder Erzähler auf.
White wurde viermal für den Oscar für den besten Kurzfilm nominiert und zwar bei der Oscarverleihung 1934 für Men in Black, 1936 für Oh, My Nerves (1935), 1946 für The Jury Goes Round ’n’ Round (1945) sowie zuletzt bei der Oscarverleihung 1947 für Hiss and Yell (1946), wobei die beiden letzten Nominierungen in der Unterkategorie „Two-reel“ erfolgten, also für Filme aus zwei Filmrollen (‚Reels‘) mit einer Gesamtlänge von maximal 20 bis 24 Minuten.
Breite Bekanntheit erreichte er jedoch insbesondere als Regisseur und Produzent von Filmen der Komikertruppe The Three Stooges um die Brüder Moe, Shemp und Curly Howard sowie anderen wechselnden Darstellern. Bekannte Filme aus dieser Reihe waren You Nazty Spy! (1940), In the Sweet Pie and Pie (1941), Sing a Song of Six Pants (1947) sowie Malice in the Palace (1949).
Für seine Verdienste um die Filmindustrie Hollywoods erhielt Jules White, der an den Folgen der Alzheimer-Krankheit verstarb, einen Stern auf dem Hollywood Walk of Fame auf 1559 Vine Street.